# João Guilherme de Jülich-Cleves-Berg

Gravura de João Guilherme, Duque de Jülich-Cleves-Berg

João Guilherme de Jülich-Cleves-Berg (em alemão:  Johann Wilhelm, Herzog zu Kleve, Jülich und Berg; 28 de maio de 1562 – 25 de março de 1609), foi um Duque de Jülich-Cleves-Berg.

## Biografia
Os seus pais eram Guilherme, o Rico, Duque de Jülich-Cleves-Berg (1516–92) e Maria da Áustria (1531–81), uma filha do imperador Fernando I e de Ana da Boêmia e Hungria.
João Guilherme cresceu e foi educado em Xanten, tornando-se Príncipe-Bispo de Münster. Contudo, após a morte inesperada do seu irmão mais velho Carlos Frederico, João Guilherme tornou-se o herdeiro de seu pai na sucessão dos Ducados Unidos de Jülich-Cleves-Berg, estado secular do Império. Ele foi também conde de Altena. Jülich-Cleves-Berg era uma combinação de estados reichsfrei  no seio do Sacro Império Romano-Germânico.

## Casamentos
João Guilherme casou por duas vezes:
- a primeira, em 1585, com Jacobeia de Baden (morta em 1597), filha do marquês Felisberto de Baden-Baden;
- em segundas núpcias, em 1599, casou com Antonieta de Lorena (morta em 1610), filha do duque Carlos III da Lorena.

De nenhum dos casamentos houve descendência.

## Doença, Morte e Sucessão
João Guilherme foi afetado por uma doença mental, pela qual foi tratado pelo médico e religioso Francesco Maria Guazzo.
Após a morte, sem geração, de João Guilherme, em 1609, a sua herança foi reclamada pelos herdeiros das suas duas irmãs:
- Ana da Prússia, Eleitora de Brandemburgo (uma Protestante) – filha da irmã mais velha, Maria Leonor de Cleves (1550–1608) e de Alberto Frederico, Duque da Prússia;
- Wolfgang Guilherme do Palatinado-Neuburgo (um Católico) – filho da segunda irmã, Ana de Cleves (1552–1632) e de Filipe Luís do Palatinado-Neuburgo.

Os antagonismos entre Católicos e Protestantes, muito exacerbados na época, agravaram a disputa por esta herança, levando à Guerra dos Trinta Anos, iniciada em 1618; a luta pela sucessão tornou-se parte da guerra. Por fim, o Brandeburgo recebeu Cleves-Mark e o Palatinado-Neuburgo recebeu Jülich-Berg, após os territórios terem sido afetados por várias ações militares e terem perdido muita da riqueza e bem estar por que eram conhecidos no tempo do Duque Guilherme, o Rico.

## Patrono das artes
Entre os artistas por si protegidos e patrocionados, encontrava-se o compositor Konrad Hagius.

## Ascendência
| Títulos de nobreza              | Títulos de nobreza                                                | Títulos de nobreza                                     |
| ------------------------------- | ----------------------------------------------------------------- | ------------------------------------------------------ |
| Precedido por João III de Hoya  | Príncipe-Bispo de Münster (como administrador reinante) 1574–1584 | Sucedido por Ernesto da Baviera                        |
| Precedido por Guilherme, o Rico | Duque de Cleves Conde de Mark e Ravensberg 1592–1609              | Sucedido por João Segismundo, Eleitor de Brandemburgo  |
| Precedido por Guilherme, o Rico | Duque de Jülich e Berg 1592–1609                                  | Sucedido por Wolfgang Guilherme do Palatinado-Neuburgo |